# Evarcha mongolica
Evarcha mongolica là một loài nhện trong họ Salticidae.
Loài này thuộc chi Evarcha. Evarcha mongolica được Danilov & Dmitri Viktorovich Logunov miêu tả năm 1994.